# Pave Vigilius
Vigilius (død 7. juni 555) var pave fra 29. marts 537 til sin død 7. juni 555. Han betragtes som den første byzantinske pave.

## Optakten til paveembedet
Vigilius tilhørte en romersk aristokratisk familie, og hans far er i Liber Pontificalis benævnt consul, en titel han var blevet tildelt af kejseren. Ifølge Procopius var hans bror, Reparatus, en af de senatorer, der blev holdt som gidsler af Witiges, men som det lykkedes for at undslippe, inden den ostrogotiske konge beordre deres henrettelse i 537.
Vigilius kom ind i den romerskkatolske kirke, da han blev viet som diakon i 531, samme år som det romerske præsteskab enedes om et dekret, der gav paven magten til at udpege sin efterfølger på Den Hellige Stol. Vigilius blev af pave Bonifatius 2. udpeget som sin efterfølger og præsenteret for præsteskabet ved en forsamling i Peterskirken. Modstanden mod denne procedure førte året efter Bonifacius til at trække sit valg af efterfølger tilbage og til at brænde dekretet. 
Johannes 2. efterfulgte i stedet Bonifacius, og efterfølgeren til ham, Agapetus 1., udnævnte Vigilius til apocrisiarius (stedfortræder) for sig i Konstantinopel. 

## Pavevalget
Agapetus døde, mens Vigilius var i Konstantinopel, og hans efterfølger, Sylverius, var blevet pave med støtte fra den gotiske konge. Ikke længe efter valget af Sylverius besatte den byzantinske general Belisar Rom, som kort efter blev belejret af goterne. Selv om det ikke lykkedes goterne fuldstændig at omringe byen, frygtede både de byzantinske soldater og indbyggerne, at byen snart ville blive ødelagt. Belisar havde således kort efter belejringens påbegyndelse beordret kvinder, børn og tjenere, der ikke gjorde nytte, til sammen med hans egne følgere evakueret til Napoli. På samme tid fremkom der beskyldninger mod Vigilius om, at han havde tilbudt at forråde byen til goterne. Belisar lod ham derpå, sammen med en række senatorer, der var beskyldt for samme ugerning, deportere til Athen.
Omstændighederne omkring udpegningen af Vigilius som pave er omstridte. Liber Pontificatus bryder sig ikke om Vigilius, hævder, at han overbragte Belisar en kejserlig ordre om at afsætte Sylverius, men samtidig er det uklart, hvordan denne var blevet valgt og havde påbegyndt embedet. Procopius nævner i stedet, at Belisar udnævnte Vigilius til pave kort efter, at Sylverius var blevet afsat. Det står fast, at Vigilius' embedsperiode begyndte 29. marts 537, og efter hans forgængers død blev han anerkendet som pave af hele det romerske præsteskab.

## Pavetiden
Som pave fortsatte Vigilius sine forgængeres holdning mod monofysitismen og stadfæstede afsættelsen af patriarken Anthimus 1. Dette blev slået fast med to breve sendt til henholdsvis kejser Justinian 1. og patriarken Menas af Konstantinopel, hvor han klart støtter beslutningerne på koncilerne Efesos og Chalkedon.
Stridigheder i Byzans gav Vigilius en del problemer i embedet. Blandt andet udstedte Justinian et dekret, der fordømte forskellige Origenes-retninger som kætteri, og et edikt, der fordømte de Tre Kapitler. Disse handlinger blev generelt bifaldet i den østlige kirke, men i den vestlige del blev de betragtet som uretmæssige og farlige, fordi de fjernede opmærksomheden fra beslutningen på koncilet i Chalkedon. Vigilius nægtede at anerkende ediktet og blev af Justinian kaldt til Konstantinopel for at få løst problemerne.
Vigilius rejste fra Rom med skib under endnu en gotisk belejring, og hans afrejse gjorde byens befolkning mismodige. Vigilius søgte at bøde for det ved at sende skibe med korn til byen, men disse blev taget af fjenden. Da Vigilius kom til Konstantinopel et års tid efter sin afrejse (han havde opholdt sig i længere tid på Sicilien), søgte han kejserens hjælp mod goterne. Men Justinian var først og fremmest interesseret i de Tre Kapitler, så han holdt Vigilius fast på dette spørgsmål. Paven havde svært ved at beslutte sig, idet han kunne se både fordele og ulemper ved at fordømme kapitlerne, og han forblev i otte år i Konstantinopel, inden han omsider gav sin støtte til kejserens edikt. Han påbegyndte derpå i 555 sin hjemrejse, men døde på turen i Siracusa på Sicilien. Hans lig blev ført til Rom og begravet i San Martino ai Monti.